# Algèbre unitaire
Pour les articles homonymes, voir Algèbre (homonymie).
En mathématiques, une algèbre est dite unitaire ou unifère si elle possède un élément neutre pour la multiplication interne ×, c’est-à-dire un élément 1 tel que la propriété 1×x = x×1 = x soit observée pour tous les éléments x de l’algèbre.
Cet élément neutre l’étant à gauche et à droite, il est unique.
Si l’algèbre est en outre associative, cela est équivalent à dire que l’algèbre est un monoïde pour la multiplication.

## Lien avec les anneaux unitaires
On rappelle qu’une algèbre E possède trois lois de composition (sans compter les deux lois de l’anneau commutatif A sur lequel est établie l’algèbre) :
- une addition interne + (somme vectorielle), de E×E dans E ;
- une multiplication interne ×, de E×E dans E ;
- une multiplication externe ⋅ (multiplication par un scalaire), de A×E dans E.

En supposant E unitaire et en notant 1E son élément neutre, on a alors :
∀λ∈A, ∀x∈E, λ⋅x = λ⋅(1E×x) = (λ⋅1E)×x.
En identifiant chaque scalaire λ de A au vecteur λ⋅1E de E, on peut alors identifier la multiplication externe par le scalaire λ à la multiplication interne par le vecteur λ⋅1E.
L’identification de ces deux lois de composition permet alors d’identifier les algèbres unitaires à des anneaux unitaires (non nécessairement associatifs (en)), lesquels n’ont que deux lois internes.
Un exemple typique est celui des nombres hypercomplexes, traités soit comme des algèbres unitaires soit comme de simples anneaux unitaires (non nécessairement associatifs) selon les circonstances.